# Cá Tetra
Cá Tetra là tên gọi chỉ chung cho một nhóm cá với nhiều họ khác nhau, chúng phân bố ở châu Mỹ và châu Phi. Nhóm này có hơn 150 loài tuỳ theo cách phân loại xếp nhóm. Nhiều loài trong nhóm này được ưa chuộng làm cá cảnh với kích thước nhỏ và màu sắc đa dạng.

## Các loài
- Lepidarchus adonis
- Brycinus longipinnis
- Bathyaethiops caudomaculatus
- Arnoldichthys spilopterus
- Astyanax fasciatus
- Moenkhausia dichroura
- Phenagoniates macrolepis
- Hemigrammus ocellifer
- Hyphessobrycon heterorhabdus
- Poecilocharax weitzmani
- Poecilocharax weitzmani
- Hyphessobrycon herbertaxelrodi
- Hyphessobrycon megalopterus
- Gymnocorymbus ternetzi
- Gymnocorymbus thayer
- Hemigrammus pulcher
- Hyphessobrycon scholzei
- Tyttocharax madeirae
- Hyphessobrycon rosaceus
- Moenkhausia takasei
- Hyphessobrycon scholzei
- Hyphessobrycon erythrostigma
- Hyphessobrycon socolofi
- Stygichthys typhlops
- Aphyocharax alburnus
- Aphyocharax anisitsi
- Boehlkea fredcochui
- Mimagoniates microlepis
- Tyttocharax madeirae
- Hemigrammus rodwayi
- Hemigrammus bleheri
- Exodon paradoxus
- Hyphessobrycon anisitsi
- Hyphessobrycon eques
- Hyphessobrycon axelrodi
- Paracheirodon axelrodi
- Carlana eigenmanni
- Knodus borki
- Astyanax aeneus
- Hyphessobrycon takasei
- Astyanax nasutus
- Phenacogrammus interruptus
- Hasemania melanura
- Hemigrammus hyanuary
- Bryconamericus scleroparius
- Bryconamericus terrabensis
- Mimagoniates inequalis
- Mimagoniates lateralis
- Aphyocharax paraguayensis
- Hyphessobrycon eos
- Moenkhausia pittieri
- Brachychalcinus orbicularis
- Myleus schomburgkii
- Pseudocorynopoma doriae
- Hyphessobrycon amandae
- Nematobrycon palmeri
- Gymnocorymbus thayeri
- Paracheirodon simulans
- Petitella georgiae
- Petitella georgiae
- Hemigrammus unilineatus
- Hemigrammus bleheri
- Hyphessobrycon heterorhabdus
- Aphyocharax erythrurus
- Hyphessobrycon flammeus
- Hemigrammus pulcher
- Moenkhausia oligolepis
- Moenkhausia oligolepis
- Prionobrama filigera
- Moenkhausia oligolepis
- Hemigrammus erythrozonus
- Hemigrammus rodwayi
- Hemigrammus rodwayi
- Aphyocharax alburnus
- Hyphessobrycon griemi
- Carlastyanax aurocaudatus
- Odontocharacidium aphanes
- Paracheirodon simulans
- Paracheirodon simulans
- Hyphessobrycon griemi
- Hemigrammus ocellifer
- Hyphessobrycon sp.
- Hemigrammus hyanuary
- Lepidarchus adonis
- Hyphessobrycon eques
- Hemibrycon tridens
- Astyanax orthodus
- Hyphessobrycon pulchripinnis
- Brycinus longipinnis
- Xenagoniates bondi
- Bramocharax bransfordii
- Hyphessobrycon loretoensis
- Hyphessobrycon compressus
- Astyanax mexicanus
- Probolodus heterostomus
- Brycon pesu
- Gymnocharacinus bergii
- Paracheirodon innesi
- Arnoldichthys spilopterus
- Brycinus nurse
- Nannaethiops unitaeniatus
- Hemigrammus unilineatus
- Bryconops affinis
- Hyphessobrycon bentosi
- Hyphessobrycon panamensis
- Thayeria boehlkei
- Hyphessobrycon peruvianus
- Gymnocorymbus ternetzi
- Hyphessobrycon megalopterus
- Moenkhausia pittieri
- Hemigrammus pulcher
- Pristella maxillaris
- Odontostilbe dialeptura
- Nematobrycon lacortei
- Nematobrycon palmeri
- Moenkhausia sanctaefilomenae
- Hyphessobrycon sweglesi
- Hyphessobrycon flammeus
- Copeina guttata
- Hyphessobrycon bentosi
- Hyphessobrycon rosaceus
- Inpaichthys kerri
- Axelrodia riesei
- Hemigrammus rhodostomus
- Crenuchus spilurus
- Hyphessobrycon savagei
- Hyphessobrycon stegemanni
- Pterobrycon myrnae
- Hyphessobrycon eques
- Micralestes acutidens
- Ctenobrycon spilurus
- Gymnocorymbus thayeri
- Micralestes acutidens
- Hasemania melanura
- Hasemania nana
- Copella arnoldi
- Hyphessobrycon socolofi
- Moenkhausia dichroura
- Copella nattereri
- Hyphessobrycon sweglesi
- Bryconops caudomaculatus
- Hyphessobrycon flammeus
- Neolebias trilineatus
- Brycon insignis
- Hyphessobrycon tortuguerae
- Charax gibbosus
- Brycinus macrolepidotus
- Cheirodon interruptus
- Aphyocharax paraguayensis
- Pristella maxillaris
- Hyphessobrycon bifasciatus
- Alestopetersius caudalis